# Чапейкино
Чапейкино (мар. Ӱлылсола) — деревня в Волжском районе Республики Марий Эл России. Входит в состав Петъяльского сельского поселения.

## География
Деревня находится в юго-восточной части республики, в пределах Мари-Турекского плато, в зоне хвойно-широколиственных лесов, на левом берегу реки Зелёный Ключ, на расстоянии примерно 32 километров (по прямой) к северо-востоку от города Волжска, административного центра района, и в 5,5 км по прямой к юго-востоку от центра поселения, деревни Петъял. Абсолютная высота — 136 метров над уровнем моря.

### Климат
Климат характеризуется как континентальный, умеренно влажный, с длительной снежной зимой и коротким жарким летом. Среднегодовая температура воздуха — 2,3 °С. Средняя температура воздуха самого тёплого месяца (июля) — 18,2 °C (абсолютный максимум — 38 °C); самого холодного (января) — −13,7 °C (абсолютный минимум — −47 °C). Среднегодовое количество атмосферных осадков составляет 491 мм, из которых 352 мм выпадает в период с апреля по октябрь.

### Часовой пояс
Деревня Чапейкино, как и вся Марий Эл, находится в часовой зоне МСК (московское время). Смещение применяемого времени относительно UTC составляет +3:00.

## История
В 1885 году Чапейкина был одним из трёх околотков в составе деревни Имберь Кукмор, принадлежавшей Имберь-Кукморскому сельскому обществу Кукморской волости Казанского уезда Казанской губернии и входившей в приход села Никольское. Жителями были марийцы, бывшие государственные крестьяне. В околотке насчитывалось 148 жителей (70 мужчин, 78 женщин). Кроме сельского хозяйства, жители занимались пилкой леса и другими промыслами. По данным карты 1880 года в деревне насчитывалось 24 двора.
По данным переписи 1897 года в деревне проживало 166 марийцев, работала школа. К 1907 году население увеличилось до 185 жителей. В 1925 году в деревне Кукморского райсельсовета Звениговского кантона жило 186 человек (все марийцы), в 1927 году — 181 житель в 39 дворах, преобладали марийцы. В 1929 году создан колхоз «Танк». С 1936 года деревня входила в состав Сотнурского района.
В годы Великой Отечественной войны на фронт ушли 52 человека, вернулись 25. В 1951 году колхоз «Танк» вошёл в состав колхоза им. Сталина, с 1956 года — «Смена». В том же году деревня вошла в состав Волжского района. В 1960 году колхоз «Смена» вошёл в состав колхоза «Ужара». Правление колхоза перенесли в деревню Учейкино. Вскоре бывшее здание правления сгорело.
По переписи 1970 года в деревне Чапейкино Петъяльского сельсовета Волжского района проживало 209 человек (99 мужчин, 110 женщин), преобладали марийцы. Вскоре был образован Учейкинский сельсовет, куда вошла и деревня Чапейкино. По переписи 1979 года — 165 человек (76 мужчин, 89 женщин), также преобладали марийцы. 
В 1980 году в деревне Чапейкино по данным текущего учёта проживало 144 человека (68 мужчин, 76 женщин) в 41 хозяйстве, большинство составляли марийцы. Большинство домов было построено в послевоенный период. Деревня была электрифицирована, воду брали из двух колодцев. Были телефоны, радио и телевизоры. В личном пользовании жителей было 11 велосипедов и 6 мотоциклов. Действовало почтовое отделение, также в деревне находились постройки колхоза: склад запчастей, дом механизаторов, арочный склад и картофелехранилище.
В 2004 году Учейкинский сельсовет был упразднён, деревня передана в Петъяльское сельское поселение.

## Население
| 2002 | 2010 | 2021 |
| ---- | ---- | ---- |
| 108  | ↘106 | ↘72  |

Согласно результатам переписи 2002 года в деревне проживало 108 человек (51 мужчина и 57 женщин), марийцы (100 %). По данным текущего учёта на 2003 год — 131 человек в 36 хозяйствах.
По переписи 2010 года — 106 человек (49 мужчин и 57 женщин). По переписи 2021 года — 72 жителя (71 мариец и 1 русский). 70 человек использовали русский, 69 — марийский язык. Наиболее распространённые фамилии — Тимофеевы, Егоровы, Николаевы, Беляковы.

## Инфраструктура
Население занимается растениеводством и животноводством, в 2000-х годах действовало фермерское хозяйство «Нур» с посевной площадью 55 га, производившее зерно, овощи, корнеплоды. В нём имелось 2 грузовика и одна легковая машина, два гусеничных и два колёсных трактора и зерноуборочный комбайн.
Ныне жилая застройка представлена индивидуальными жилыми домами суммарной площадью 1,5 тыс. м². Деревня радиофицирована, телефонизирована, в каждом доме имеется телевизор. Дорога до деревни асфальтирована, действует автобусное сообщение с райцентром. Основные объекты инфраструктуры находятся в деревне Учейкино, церковь — в деревне Петъял. Имеется водопровод, газификация отсутствует. К северо-востоку от деревни расположена недействующая ферма крупного рогатого скота.